# Phaenocarpa brevipalpis
Phaenocarpa brevipalpis är en stekelart som först beskrevs av Thomson 1895.  Phaenocarpa brevipalpis ingår i släktet Phaenocarpa och familjen bracksteklar. Arten är reproducerande i Sverige. Inga underarter finns listade i Catalogue of Life.